# Дієго де Соуза Андраде
Дієго де Соуза Андраде (порт. Diego Souza, нар. 17 червня 1985, Ріо-де-Жанейро) — бразильський футболіст, півзахисник, нападник клубу «Греміо».
Виступав, зокрема, за клуби «Палмейрас» та «Металіст», а також національну збірну Бразилії.
Переможець Ліги Каріока. Дворазовий володар Кубка Бразилії. 

## Клубна кар'єра
У дорослому футболі дебютував 2003 року виступами за команду клубу «Флуміненсе», в якій провів два сезони, взявши участь у 69 матчах чемпіонату.
2003 року футболіст перебрався до Європи — в португальську «Бенфіку». Однак у складі нового клубу бразильцеві закріпитися не вдалося і Дієго був відданий в оренду спочатку до «Фламенгу», а потім до «Греміу». У складі «Греміу» Дієго Соуза був одним з лідерів команди та допоміг клубу 2007 року дістатися до фіналу Кубка Лібертадорес. Саме його голи стали вирішальними у протистояннях з «Сан-Паулу» у 1/8 фіналу та з «Сантусом» у півфіналі.
2008 року Дієго Соуза перейшов до «Палмейраса». Відіграв за команду з Сан-Паулу наступні два сезони своєї ігрової кар'єри. Більшість часу, проведеного у складі «Палмейраса», був основним гравцем команди.
На початку 2010 року футболістом, за повідомленнями деяких джерел, цікавився московський ЦСКА, а в середині 2010 року обговорювався можливий перехід Дієго Соузи в «Лаціо» чи інший європейський клуб, однак півзахисник вирішив залишитися на батьківщині і перейшов у «Атлетіку Мінейру» за 3 млн євро.
У березні 2011 року підписав контракт з «Васко да Гамою», проте вже в середині 2012 року перебрався в саудівський «Аль-Іттіхад», де заграти не зумів і на початку 2013 року повернувся на батьківщину в «Крузейру».
У липні 2013 року Дієго Соуза перейшов в харківський «Металіст». За його трансфер харків'яни заплатили чотири мільйони євро.
Влітку 2014 року перейшов на правах оренди в бразильський клуб «Спорт Ресіфі». В січні 2015 року оренда була продовжена до кінця 2015 року.
18 грудня 2015 офіційно знову став гравцем «Флуміненсе», з яким підписав контракт до кінця 2018 року. Проте, вже 22 березня він повернувся до «Спорт Ресіфі», підписавши контракт до кінця 2017 року.
У січні 2018 за 10 млн реалів перейшов до складу «Сан-Паулу».
2019 року був орендований клубом «Ботафогу».
До складу клубу «Греміо» повернувся на початку 2020 року. Станом на 10 лютого 2021 року відіграв за команду з Порту-Алегрі 24 матчі в національному чемпіонаті.

## Виступи за збірну
Виступав за юнацькі та молодіжну збірну Бразилії.
За національну збірну Бразилії дебютував в офіційних матчах 11 жовтня 2009 року в грі з Болівією. 2011 року в рамках домашнього матчу Суперкласіко де лас Амерікас зіграв свій другий матч за збірну, допомігши своїй збірній святкувати перемогу у турнірі.

## Титули і досягнення
- Чемпіон штату Ріо-де-Жанейро: 2005
- Чемпіон штату Ріу-Гранді-ду-Сул: 2007
- Чемпіон штату Сан-Паулу: 2008
- Фіналіст Кубка Лібертадорес: 2007
- Володар Кубка Бразилії: 2011
- Переможець Суперкласіко де лас Амерікас: 2011